# كوبرا (فلم)
كوبرا (بالإنجليزية: COBRA)، فيلم إثارة أمريكي من بطولة الممثل الأمريكي الشهير سيلفستر ستالون، أنتج الفيلم سنة 1985م.

## قصة الفيلم
كان ماريون كوبريتي (سلفيتسر ستالون) يلقب بالكوبرا أي الأفعى، عمل شرطياً في قسم الشرطة بلوس أنجلوس، يبحث عن قاتل مجنون كما تروي القصة، كما قام بمشهد في السوبر ماركت حينما تعرض الزبائن لإطلاق النار من قبل المجرم ويقوم ماريون بملاحقته.

## الميزانية والأرباح
لأول مرة في Box office ربح إنتاج الفيلم لأكثر من 188 مليون دولار، وهو أعلى رقم حصده في الثمانينيات من القرن العشرين.

## وصلات خارجية
- مقالات تستعمل روابط فنية بلا صلة مع ويكي بيانات